# Seraincourt (Ardenas)
Seraincourt é uma comuna francesa na região administrativa de Grande Leste, no departamento das Ardenas. Estende-se por uma área de 16,2 km². Em 2010 a comuna tinha 275 habitantes (densidade: 17 hab./km²).